# Callisthene
Callisthene é um género botânico pertencente à família Vochysiaceae.